# Ligustrum robustum
Ligustrum robustum es una especie de arbusto o árbol pequeño que crece hasta alcanzar los 10 m de altura, si bien algunos ejemplares antiguos de más de cien años han llegado a medir 15 m de altura. El fruto de este arbusto es una baya elipsoidal, de color azul violáceo cuando esta madura, de unos 8 mm × 5 mm.
El arbusto es nativo del sur y sureste de Asia (Sri Lanka, India, Bangladés, Myanmar (Burma), Camboya, Tailandia, Laos, Vietnam) pero se ha naturalizado en otros países. Fue introducido en Mauricio a fines del siglo XIX y a La Réunion, donde se ha convertido en una importante especie invasora. La obra Flora de China indica que "Ligustrum robustum subsp. chinense P. S. Green" es nativa de China, pero publicaciones más modernas consideran que dicho nombre es sinónimo de L. expansum.
Es utiliza en China para preparar la infusión conocida como té Kuding.
Ligustrum robustum ha sido incluido en la lista de las 100 especies invasoras más dañinas del mundo. Una polilla (Epiplema albida),  y dos  coleópteros (Dermorhytis ornatissima y Dermorhytis lewisi) han sido investigados en programas de control biológico en La Réunion pero aun no han sido utilizados a gran escala. Otros Lepidoptera que se alimentan de la planta son Brahmaea wallichii, Pangrapta grisangula y Dolbina inexacta.

## Etimología
Ligustrum significa ‘material para atar’ ya que sus ramas flexibles se utilizaban para atar. Nombrado por Plinio y Virgilio.